# جانیس کارسانیدیس
جانیس کارسانیدیس (انگلیسی: Joannis Karsanidis؛ زادهٔ ۲۵ ژوئن ۱۹۹۳) بازیکن فوتبال اهل آلمان است.
از باشگاه‌هایی که در آن بازی کرده‌است می‌توان به باشگاه فوتبال وورتسبورگ کیکرز اشاره کرد.